# Průmyslová zóna Kolín – Ovčáry
Průmyslová zóna Kolín – Ovčáry (PZKO) se nachází asi 4 km severně od centra města Kolín. Má vynikající polohu převážně kvůli své dopravní dostupnosti. Největším investorem v této zóně je Toyota Motor Manufacturing Czech Republic s.r.o.

## Poloha a vybavenost
Průmyslová zóna Kolín – Ovčáry s celkovou užitnou plochou více než 370 ha se nachází asi 4 km severně od centra města Kolín ve Středočeském kraji. Průmyslová zóna je vzdálená jen 50 km od Prahy. Výhodou této průmyslové zóny je její poloha a napojení na mezinárodní dopravní síť. V průmyslové zóně je největším investorem automobilka Toyota. Tato průmyslová zóna je plně vybavena inženýrskými sítěmi, protihlukovým valem a retenční nádrží a nachází se zde také železniční vlečka.
| Okres          | Pracovní síla | Nezaměstnanost v % |
| -------------- | ------------- | ------------------ |
| Kolín          | 65 062        | 8,6                |
| Kutná Hora     | 49 626        | 7,7                |
| Mladá Boleslav | 84 983        | 4,3                |
| Nymburk        | 63 938        | 8                  |
| Pardubice      | 112 768       | 5,1                |
| Chrudim        | 69 629        | 7,1                |
| Jičín          | 52 627        | 5,4                |
| Hradec Králové | 106 497       | 6,9                |
| Celkem         | 605 130       | 6,6                |

## Historie
Průmyslová oblast Kolín – Ovčáry byla prvotně připravena pro investora BMW, který ale nakonec své investice směřoval do Německa. V prosinci roku 2001 byly úřady informovány o zájmu automobilky Toyota Peugeot Citroën Automobile Czech, s. r. o.. Díky usnesení vlády na podporu zóny se v okolí obce Kolín vymezilo území o rozloze 370 ha. V roce 2003 začaly práce na technické a dopravní infrastruktuře, jednotlivé sektory se napojily na vodovod a kanalizaci. V roce 2004 se dokončilo napojení na železnici a o rok později se zajistila potřebná kapacita vody. V tom samém roce společnost TPCA zahájila výrobu.

## Doprava
Průmyslová zóna má velmi dobré napojení na dopravní síť. Leží 9 km od dálnice D11, kde je silnicí II/125 Psáře – Kolín – Poděbrady napojena na již realizovaný úsek MÚK Poděbrady–východ. Diskutuje se[kdy?] o napojení lokality na silnici I/38 Mladá Boleslav – Kolín –Jihlava – Znojmo – Rakousko (vedené mimo centrum Kolína přes řeku Labe).
V rámci letecké dopravy se dá napojit na pražské letiště Václava Havla, které je vzdáleno 74 kilometrů a na veřejné vnitrostátní letiště Kolín, vzdálené 10 kilometrů.
Průmyslová zóna je železniční vlečkou napojena na celostátní trať 231 Praha – Poděbrady – Kolín (nejbližší stanice Veltruby – 1,5 km), která se na hlavním nádraží v Kolíně napojuje na I. a III. železniční koridor – trať 011 a 010 Praha – Česká Třebová – Brno (vzdálenost 4 kilometry).
Lodní dopravou je možné napojit se v rámci Labské vodní cesty Chvaletice – Mělník – Hřensko – SRN (nejbližší přístav Kolín, který je vzdálen 3 kilometry). Je součástí IV. transevropského multimodálního koridoru.

## Investoři

### Toyota Motor Manufacturing Czech Republic
Toyota Motor Manufacturing Czech Republic je nejvýznamnějším investorem této průmyslové zóny. U Kolína tato společnost působí od roku 2005. Výstavba průmyslové zóny stála 20 mld. korun, v té době se jednalo o největší zahraniční investici na zelené louce ve střední Evropě. V současnosti[kdy?] zde pracuje 3 000 zaměstnanců.

### GEFCO Česká republika s.r.o.
Společnost GEFCO zprostředkovává logistické a dopravní služby. V tomto areálu začínala především jako podpora společnosti TPCA. Nyní nabízí služby zákazníkům z celé České republiky. Společnost realizuje sběrné služby, celovozové přepravy a dokládky přes leteckou a námořní přepravu, expresní individuální přepravu a následnou celní agendu, specializovanou přepravu jednostopých a dvoustopých vozidel (zejména pro Toyotu).

### Yusen Logistics (Czech) s.r.o.
Původem japonská společnost Yusen Logistics je členem skupiny NYK Group, jedné z největších logistických celosvětových organizací s více než stoletou historií. Poskytuje služby jako pozemní, námořní i leteckou přepravu, skladování, celní služby, distribuci, kontraktní logistiku či poradenství v logistice.

### Lear Corporation Czech Republic s.r.o.
Lear Corporation je americká společnost, která se zabývá výrobou automobilových sedadel a elektroniky.

### Toyota Tsusho Europe S.A.
Společnost Toyota Tsusho podniká především v automobilovém odvětví. Společnost je původem z Japonska. V průmyslovém areálu Kolín – Ovčáry má svůj sklad a servisní centrum.

## Vyhlídky do budoucna
Novým investorem v průmyslové zóně Kolín – Ovčáry má být japonská firma Tsubakimoto Chain Co. zabývající se výrobou rozvodových sad pro automobilové motory. Výše předpokládané investice je 440 milionu korun. Společnost má také vytvořit přibližně 80 nových pracovních míst. Stavba průmyslového závodu pravděpodobně začne v roce 2016 a výroba se spustí v roce 2017.

## Statistické údaje
| Společnost                                | Obsazená plocha k 31. 12. 2010 |
| ----------------------------------------- | ------------------------------ |
| Toyota Motor Manufacturing Czech Republic | 124,0 ha                       |
| Lear Corporation Czech                    | 4,9 ha                         |
| Gefco Česká republika                     | 24,7 ha                        |
| Toyota Tsusho Europe                      | 7,5 ha                         |
| Yusen Logistics                           | 10,4 ha                        |
| Celkem                                    | 171,6 ha                       |

| Společnost                                | Pracovní místa k 31. 12. 2010 |
| ----------------------------------------- | ----------------------------- |
| Toyota Motor Manufacturing Czech Republic | 3 226 míst                    |
| Lear Corporation Czech                    | 241 míst                      |
| Gefco Česká republika                     | 187 míst                      |
| Toyota Tsusho Europe                      | 71 míst                       |
| Yusen Logistics                           | 420 míst                      |
| Celkem                                    | 4145 míst                     |

| Společnost                                | Investice k 31. 12. 2010 |
| ----------------------------------------- | ------------------------ |
| Toyota Motor Manufacturing Czech Republic | 18 700 mil. Kč           |
| Lear Corporation Czech                    | 339 mil. Kč              |
| Gefco Česká republika                     | 492 mil. Kč              |
| Toyota Tsusho Europe                      | 172 mil. Kč              |
| Yusen Logistics                           | 426 mil. Kč              |
| Celkem                                    | 20 129 mil. Kč           |